# Буковинский краевой музей
Буковинский краевой музей (укр. Буковинський крайовий музей) — музей в Черновцах. Основан в 1865 году местными краеведами при участии музейного общества города Серет (ныне Сирет, Румыния). Осуществлял сбор материалов по археологии, нумизматике и природе края. В 1877 году прекратил свою деятельность из-за нехватки средств. Часть его коллекций передана Черновицкому университету. Возобновлена деятельность 14 мая 1893 года по инициативе местной общественности (профессор К. Ромшторфер и другие). Председателем правления музея был выбран Д. Исопескула, известный исследователь истории края. Основу музея составили коллекции Румынского археологического общества в Черновцах (750 предметов) и Черновицкого университета (94 предмета). Основным источником пополнения музейных фондов были поступления от частных лиц и археологические раскопки. На 1895 год в их состав входили: памятники археологии (4685 единиц хранения), художественно-исторические (658 единиц хранения), этнографии (346 единиц хранения). С 1893 по 1914 год музей издавал ежегодник (21 выпуск) где публиковались результаты исследований известных историков и краеведов Буковины. В 1898 году заведение получило название краевого музея Франца-Иосифа I. Во время Первой мировой войны он был закрыт. Свою деятельность возобновил после присоединения края к Румынии в 1918 году. Сейчас его коллекции хранятся в Черновицком краеведческом музее.